# Hypanus dipterurus
Hypanus dipterurus é uma espécie de arraia da ordem Myliobatiformes e da família Dasyatidae. É encontrada nas águas costeiras do leste do Oceano Pacífico, do sul da Califórnia ao norte do Chile, e ao redor de Galápagos e do Arquipélago do Havaí. Este habitante demersal geralmente vive em áreas planas de areia ou lama próximas a recifes rochosos e florestas de algas, até 30 m de profundidade, embora no Havaí possa habitar águas mais profundas. Como sugere seu nome comum, possui um disco de nadadeira peitoral angular, em forma de losango, de cor marrom ou cinza uniforme na parte superior, com fileiras de tubérculos ao longo da linha média e nos "ombros". Sua cauda longa, semelhante a um chicote, apresenta dobras de nadadeira dorsal e ventral, distinguindo-a da semelhante Hypanus longus [en]. Geralmente atinge 1 m de largura.
Ao buscar alimento, as arraias Hypanus dipterurus podem formar grupos de até centenas de indivíduos. São mais ativas à noite, alimentando-se principalmente de invertebrados que vivem enterrados e pequenos peixes ósseos, extraídos do fundo por sucção ou escavação. Esta espécie é ovovivípara: após esgotarem sua reserva de vitelo, os embriões são nutridos por histotrofo ("leite uterino") produzido pela mãe. As fêmeas dão à luz 1–4 filhotes todo verão em estuários; após o acasalamento, há um período de dez meses de armazenamento de espermatozoides ou desenvolvimento embrionário pausado, seguido por uma maturação rápida dos embriões em 2–3 meses. Considerada a arraia com o menor crescimento conhecido, não é resistente à pressão pesqueira. É capturada para alimentação por pescadores artesanais na América Latina, especialmente no México, onde é uma das arraias mais importantes economicamente. A IUCN a classifica como espécie vulnerável. Embora inofensiva para humanos, seu longo espinho caudal venenoso pode ser perigoso.

## Taxonomia e filogenia
Em 1880, Hypanus dipterurus foi descrita duas vezes por três ictiólogos americanos: como Dasybatus dipterurus por David Starr Jordan e Charles Henry Gilbert em Proceedings of the United States National Museum, e como Trygon brevis por Samuel Garman em Bulletin of the Museum of Comparative Zoology. A descrição de Jordan e Gilbert, publicada em maio, precedeu a de Garman, publicada em outubro, tornando dipterurus (feminino dipterura) o nome correto. Contudo, em 1913, Garman sinonimizou os dois, dando preferência indevida a brevis, o que gerou confusão por décadas. Ambos os gêneros, Dasybatus e Trygon, foram posteriormente sinonimizados com Dasyatis, mas muitos autores continuaram listando D. brevis no lugar ou junto a D. dipterura. Garman também sinonimizou D. hawaiensis com D. dipterura em 1913, decisão seguida por muitos autores, mas que requer mais estudos para confirmação.
Os síntipos foram coletados na baía de San Diego, Califórnia. O epíteto específico dipterura vem do latim di ("dois"), ptero ("asa") e ura ("cauda"), referindo-se às dobras de nadadeira em ambos os lados da cauda. Rat-tailed stingray é um antigo nome comum em inglês para esta espécie. A análise filogenética de Lisa Rosenberger em 2001, baseada em morfologia, determinou que Hypanus dipterurus e  Hypanus say do oeste do Oceano Atlântico são espécies irmãs, que provavelmente divergiram antes ou durante a formação do istmo do Panamá (cerca de 3 milhões de anos atrás). Além disso, ambas foram identificadas como o segundo clado mais basal do gênero, após Dasyatis pastinaca.

## Distribuição e habitat

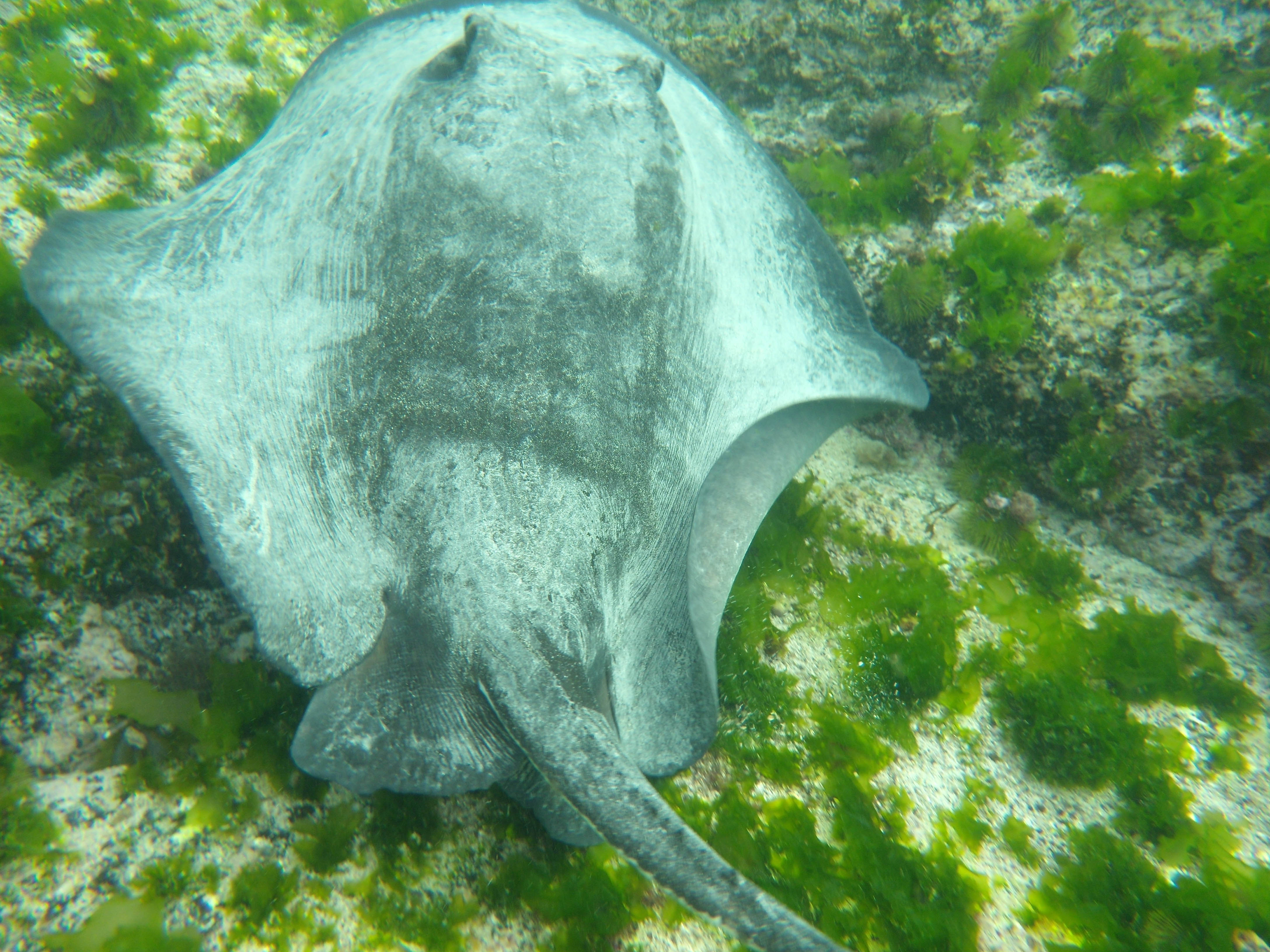
No verão, Hypanus dipterurus é comum nas águas rasas próximas a praias.

Hypanus dipterurus é encontrada no leste do Oceano Pacífico, do sul da Califórnia ao norte do Chile, incluindo Galápagos e o Arquipélago do Havaí, sendo muito abundante na Baixa Califórnia e no Golfo da Califórnia. Nos extremos norte e sul de sua distribuição, geralmente aparece apenas durante períodos de águas quentes trazidas pelo El Niño. Há um registro não confirmado da espécie na costa da Colúmbia Britânica, que seria anômalo, pois é uma espécie tropical e de clima quente-temperado.
Habitante demersal de águas costeiras, Hypanus dipterurus prefere fundos arenosos ou lamacentos, frequentemente próximos a recifes rochosos ou florestas de algas. No sul da Califórnia, ocorre geralmente da zona entremarés até 7 m de profundidade no verão, migrando para profundidades de 13 a 18 m no final do outono e inverno. Por razões desconhecidas, prefere passar o inverno em florestas de algas em vez de fundos arenosos. No Chile, ocorre em profundidades de 3 a 30 m. No Havaí, foi registrada a até 355 m de profundidade, o que, se confirmado, sugere que utiliza uma faixa de profundidade muito maior do que se pensava.

## Descrição

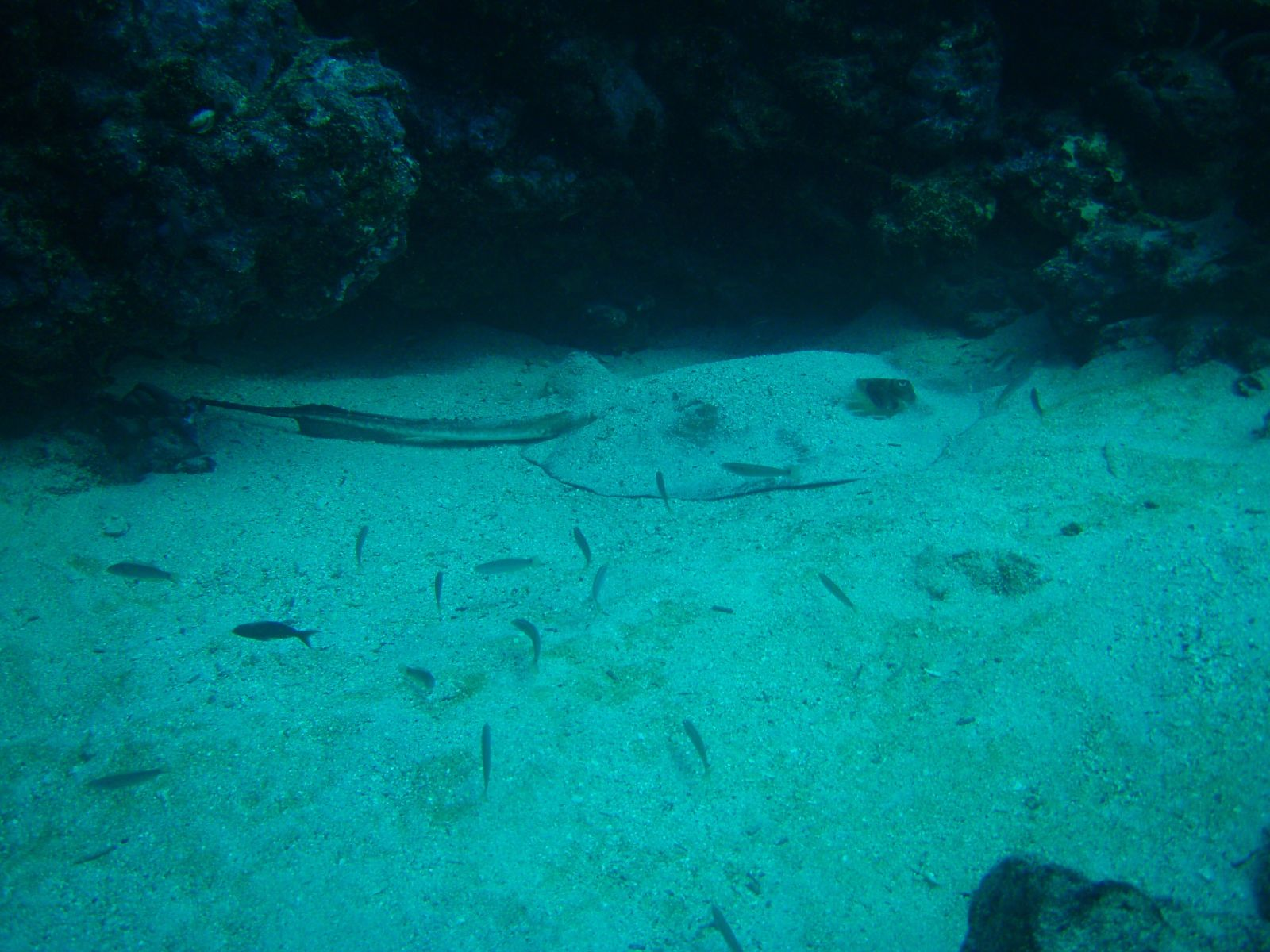
Uma característica distintiva de Hypanus dipterurus é a presença de dobras de nadadeira acima e abaixo da cauda.

Hypanus dipterurus atinge uma largura de disco de 1 m, possivelmente até 1,2 m; as fêmeas crescem mais que os machos. Seu disco de nadadeira peitoral é romboide, ligeiramente mais largo que longo, com cantos externos angulares e margens sutilmente convexas. O focinho tem um ângulo obtuso e não é projetado. Os olhos são relativamente grandes, seguidos imediatamente pelos espiráculos (aberturas respiratórias pareadas). A boca é fortemente curvada, contendo 21–37 fileiras de dentes superiores e 23–44 fileiras inferiores; os dentes são pequenos e rombos, dispostos em superfícies achatadas. Três ou cinco papilas (estruturas semelhantes a mamilos) estão alinhadas no assoalho da boca.
A cauda, semelhante a um chicote, geralmente mede até uma vez e meia o comprimento do disco e possui um (ou mais, se houver substituições) espinho longo, fino e serrilhado na superfície superior, mais próximo da base que da ponta. Após o espinho, há longas dobras de nadadeira dorsal e ventral que se elevam gradualmente, atingindo um ápice relativamente alto antes de descerem abruptamente. A presença da dobra dorsal distingue esta espécie de H. longa, que compartilha a maior parte de sua distribuição. No entanto, a cauda frequentemente se danifica, dificultando a diferenciação no campo. Jovens têm a pele completamente lisa, enquanto adultos desenvolvem uma fileira de tubérculos baixos ao longo da linha média das costas, ladeada por duas fileiras mais curtas nos "ombros". A cauda também fica coberta de espinhos. A coloração dorsal é oliva a marrom ou cinza uniforme, escurecendo para preto na cauda, e esbranquiçada na parte inferior.

## Biologia e ecologia

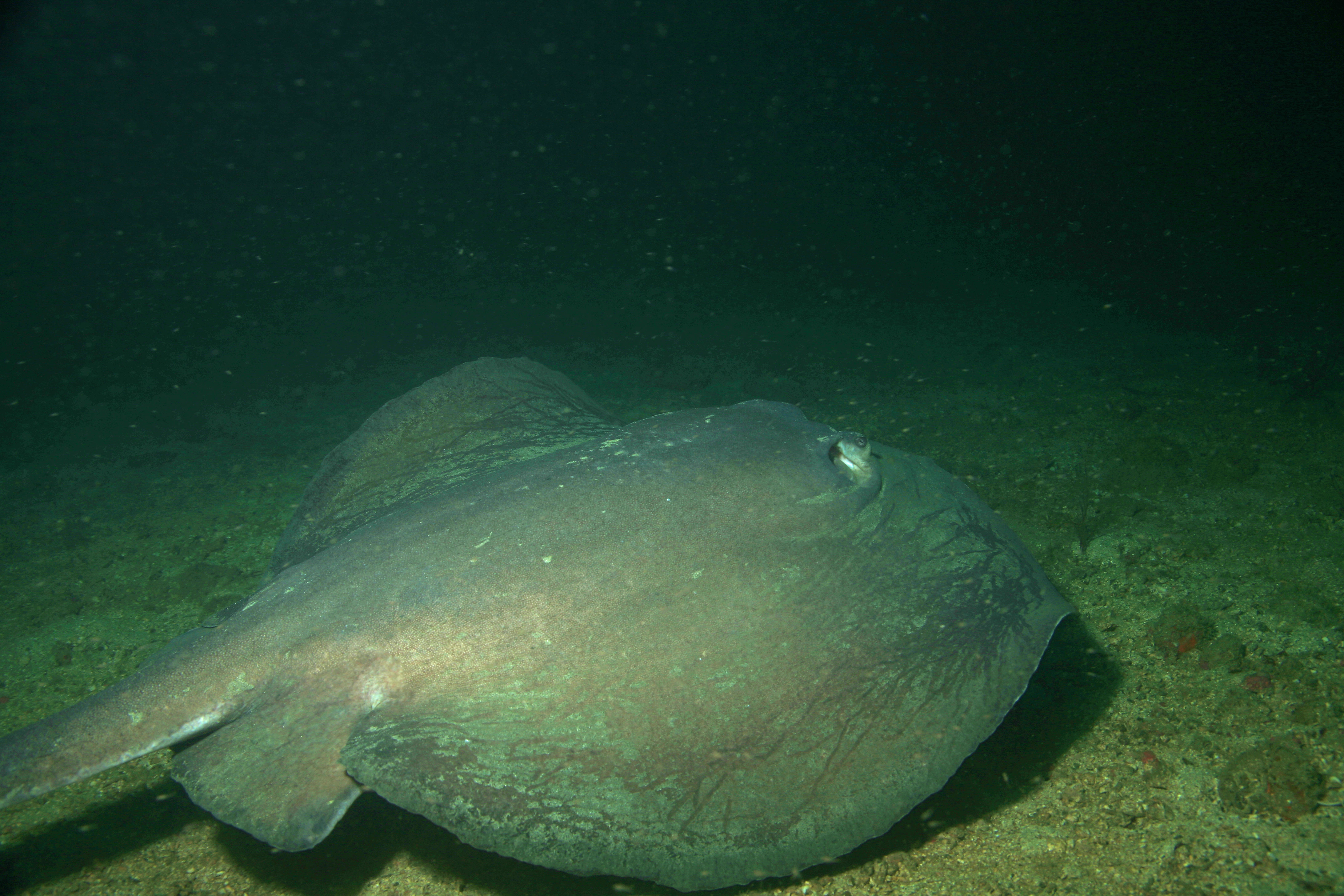
Hypanus dipterurus pode ser encontrada sozinha, mas frequentemente forma grupos de tamanhos variados.

Hypanus dipterurus é mais ativa à noite, passando grande parte do dia enterrada na areia com apenas os olhos expostos. Ao buscar alimento, pode ser solitária, mas comumente forma grupos de até centenas de indivíduos, com forte segregação por sexo e idade. Alimenta-se de crustáceos, moluscos e outros invertebrados, além de pequenos peixes ósseos; suas mandíbulas poderosas e dentes molares permitem esmagar presas de concha dura. Alvo principal são organismos que vivem enterrados, mas também pode capturar presas expostas no fundo do mar. Há registro de uma fêmea de 69 cm de largura que se alimentou de pelo menos 30 pequenos caranguejos. No complexo lagunar da baía de Magdalena [en], Baixa Califórnia do Sul, sua principal fonte de alimento são Pinnotheres pisum [en], seguidos pelo marisco Solyema valvulus e vermes poliquetas.
A estratégia típica de caça de Hypanus dipterurus é planar logo acima do leito marinho, pousando sobre qualquer presa encontrada. Em seguida, ela move o disco para cima e para baixo rapidamente, gerando pressão negativa para extrair a presa de seu esconderijo. Também é conhecida por escavar grandes buracos ondulando o disco e expelindo jatos d'água para desenterrar presas. Frequentemente, é seguida por peixes menores, como Bodianus diplotaenia [en], Calamus taurinus, Haemulon sexfasciatum, Halichoeres nichols e Diodon holocanthus, que aproveitam os invertebrados expostos por suas atividades. Seus parasitas conhecidos incluem as tênias Acanthobothrium bullardi [en], Acanthobothrium dasi [en], Acanthobothrium rajivi [en] e Acanthobothrium soberoni [en], Anthocephalum currani, Parachristianella tiygonis, e Pseudochristianello elegantissima, os trematódeos Anaporrhutum euzeti e Probolitrema mexicana, e Listrocephalos kearni da classe Monogenea.
Como outras arraias, Hypanus dipterurus é ovovivípara: os embriões são inicialmente nutridos pelo vitelo e, posteriormente, por histotrofo ("leite uterino", rico em proteínas e lipídios) produzido pela mãe. Apenas o ovário e o útero esquerdos são funcionais nas fêmeas adultas. Várias baías ao longo da costa do Pacífico da Baixa Califórnia servem como berçários. A maioria das informações sobre sua história de vida vem da baía de Magdalena, onde as fêmeas produzem uma ninhada de 1–4 filhotes por ano. O cortejo e o acasalamento ocorrem no final do verão, de julho a agosto, mas devido a um período de dez meses de armazenamento de espermatozoides ou diapausa embrionária, o desenvolvimento embrionário começa no ano seguinte e é concluído em 2–3 meses. O nascimento ocorre no verão, de julho a setembro, em estuários rasos; os recém-nascidos medem de 18 a 23 cm de largura. Em anos de El Niño, as temperaturas mais altas parecem antecipar o período de nascimento. Hypanus dipterurus tem a menor taxa de crescimento entre as arraias estudadas. Machos atingem a maturidade sexual com cerca de 43–47 cm de largura e 7 anos de idade, enquanto as fêmeas, que crescem mais lentamente, atingem a maturidade com 57–66 cm de largura e 10 anos de idade. A expectativa máxima de vida é estimada em pelo menos 19 anos para machos e 28 anos para fêmeas.

## Interações com seres humanos
Pelo menos uma fatalidade no sul da Califórnia resultou do longo espinho caudal venenoso de Hypanus dipterurus. No entanto, ela não é agressiva e geralmente foge quando tem a oportunidade. Nos Estados Unidos, não é encontrada em números suficientes para ter importância econômica. Em outras partes de sua distribuição, é capturada em quantidades significativas para consumo humano, tanto intencionalmente quanto como fauna acompanhante; as nadadeiras peitorais ou "asas" são vendidas frescas, filetadas ou salgadas. A IUCN observa que a baixa produtividade reprodutiva de Hypanus dipterurus a torna suscetível à depleção populacional, classificando-a como espécie vulnerável.
No México, Hypanus dipterurus é um dos componentes mais importantes das pescarias artesanais de tubarões e arraias do Pacífico, representando cerca de um décimo da captura anual total. Sua importância é provavelmente subestimada, devido a erros de identificação e à falta de dados específicos por espécie nos relatórios pesqueiros mexicanos. É capturada principalmente no verão e outono, sendo a arraia mais comum desembarcada na baía de Magdalena e a segunda mais comum no estado de Sonora. Redes de emalhar demersais são o principal equipamento de pesca; tanto adultos quanto filhotes ficam facilmente enredados pelos espinhos da cauda, com juvenis compondo a maior parte da captura na baía de Magdalena entre 1998 e 2000. Esta espécie também é frequentemente capturada incidentalmente pela pesca de arrasto, em palangres e em armadilhas. No futuro, a destruição do habitat causada pelo aumento da carcinicultura pode representar uma ameaça adicional na região. Nenhum plano de manejo foi implementado para esta espécie.